# نروژ کوچک (کالیفرنیا)
نروژ کوچک (به انگلیسی: Little Norway) یک منطقهٔ مسکونی در ایالات متحده آمریکا است که در شهرستان ال دورادو، کالیفرنیا واقع شده‌است. نروژ کوچک ۲٬۲۳۳ متر بالاتر از سطح دریا واقع شده‌است.